# سوماربار
سوماربار (بالفارسية: سوماربار) هي قرية تقع في منطقة بولان في إيران. يقدر عدد سكانها بـ 419 نسمة بحسب إحصاء 2016.